# Kładka na Wyspę Spichrzów w Gdańsku
Kładka na Wyspę Spichrzów w Gdańsku (Kładka św. Ducha) - obrotowa kładka w Gdańsku, która łączy Długie Pobrzeże na wysokości ul. Św. Ducha oraz Głównym Miastem z Wyspą Spichrzów przez Motławę. 
Mechanizm działania kładki jest obrotowy – czas otwierania przęsła to 2 minuty, kąt obrotu konstrukcji 90 stopni, waga wynosi 105 ton a pozioma skrajnia żeglowna ma 25,9 m.

## Historia
Trzy główne elementy kładki powstawały w hali, następnie zostały przetransportowane na nadbrzeże i tam zostały scalone. Prace trwały pół roku. Betonowy element został załadowany w Elbląskim Porcie na specjalny ponton, który holownik „Hetman” pchał przez rzeki Elbląg, Nogat, Szkarpawa i Martwa Wisła do Gdańska. Przy montażu kładki nie wykorzystywano dźwigu, lecz system hydrauliczny, który nasunął element do wody. Kładka funkcjonuje od 1 sierpnia 2020.

## Charakterystyka
Kładka wyróżnia się szklanymi elementami, które są podświetlane od spodu, a także pochylonymi balustradami. Całość jest zgodna z wytycznymi miejskiego konserwatora zabytków. Fundament kładki ma przede wszystkim ochraniać konstrukcję na wypadek uderzenia przepływającego statku. Masywny fundament wspiera właściwy pomost, który się na nim obraca. Poprzez obrót o 90 stopni łączy oba brzegi lub pozostawia miejsce dla przepływających po rzece łodzi.

## Koszt i wykonawcy
Za projekt obiektu odpowiada Studio Bednarski z Londynu – architekci zwyciężyli w międzynarodowym konkursie, który prowadzili Inwestorzy: miasto Gdańsk oraz konsorcjum firm Immobel Poland i Multibud Wojciech Ciurzyński. Kładka jest inwestycją realizowaną w ramach partnerstwa publiczno-prywatnego przez spółkę Granaria Development Gdańsk. Koszt budowy przeprawy to około 10 mln złotych.